# José Tello Alfaro
José Andrés Tello Alfaro es un abogado y jurista peruano. Fue ministro de Justicia y Derechos Humanos del Perú, entre diciembre de 2022 y abril de 2023, en el gobierno de Dina Boluarte.

## Biografía
Obtuvo el título de abogado por la Universidad de Lima. Cuenta con una maestría en Ciencias Políticas con mención en Defensa de Estados por la Pontificia Universidad Católica de Chile. También cursó una maestría en Buen Gobierno y Sistema Electoral en la Universidad de Piura y en Gobernabilidad y Procesos Electorales en la Universidad Complutense de Madrid (España).

### Trayectoria
Fue asesor de políticas en el Jurado Nacional de Elecciones (JNE) de 2007 a 2011. Asimismo, fue asesor de políticas legales en el Congreso de la República y asesor jurídico en el Poder Judicial. 
Ha sido docente de la Universidad Nacional Mayor de San Marcos (UNMSM) y de la Universidad de Lima. Además, ha sido presidente de Comisión de Estudio de Derecho Electoral del Colegio de Abogados de Lima (CAL) y presidente de la Comisión de Derecho Municipal en la misma institución. 
Se desempeñaba como Director Ejecutivo de PROMCAD-INICAM.
El 3 de mayo de 2023, fue nombrado gerente del Gobierno Regional Metropolitano de Lima durante la gestión de Rafael López Aliaga.

### Ministro de Estado
El 10 de diciembre de 2022, tres días después del intento de golpe de Estado de Pedro Castillo, fue nombrado como ministro de Justicia y Derechos Humanos del Perú por la presidenta Dina Boluarte. Durante la crisis política del estallido social peruano y las muertes de civiles, fue el encargado del gobierno de presentar y defender ante el Congreso el proyecto de adelanto de elecciones, que fue finalmente archivado en febrero de 2023. En ese contexto, Tello Alfaro afirmó en reiteradas ocasiones que la presidenta Boluarte tenía la disposición de acortar su mandato y retirarse del poder sea en 2023 sea en 2024. Durante el estallido, Tello también defendió la propuesta del gobierno de endurecer las penas en el código penal por disturbios y pidió disculpas públicas por el uso del Ejecutivo de los términos "vandalismo" y "terrorismo" para calificar a los protestantes; asimismo, su ministerio creó una "Comisión Multisectorial de diálogo" y se comprometió a entregar 50 mil soles a cada persona fallecida durante las protestas y 25 mil soles a cada una de las personas heridas. Durante un fuerte impacto de lluvias en el norte del país, Tello Alfaro reconoció que "evidentemente estamos siendo sobrepasados”.
Mantuvo el cargo de ministro hasta el 23 de abril de 2023, cuando la presidenta Boluarte hizo una recomposición de su gabinete. Según trascendidos periodísticos, su retiro habría sido por una diferencia de criterios con el premier Alberto Otárola. En febrero de 2025, se pronunció en contra de la propuesta de la presidenta Boluarte de implementar la pena de muerte en el país.